# Allium amethystinum
Allium amethystinum är en amaryllisväxtart som beskrevs av Ignaz Friedrich Tausch. Allium amethystinum ingår i släktet lökar, och familjen amaryllisväxter. Inga underarter finns listade i Catalogue of Life.